# Manilaid
Manilaid (lokalno Manija,njem. Manja) je estonski otok u Riškom zaljevu, u Baltičkom moru udaljen oko 1 km od kopna, između otoka Kihnu i poluotoka Tõstamaa. Otok je s kopnom povezan brodom. Površina otoka je 2,06 km², prema podacima iz 2017. godine na otoku je živjelo 52 stanovnika. Otok administrativno pripada općini Tõstamaa i okrugu Pärnu.

## Vanjske poveznice
- Informacije o otoku  Arhivirana inačica izvorne stranice od 27. rujna 2007. (Wayback Machine)

### Ostali projekti
|  | Zajednički poslužitelj ima još gradiva o temi Manilaid |